# Dambeck
Die Gemeinde Dambeck gehört zum Amt Grabow im Landkreis Ludwigslust-Parchim in Mecklenburg-Vorpommern (Deutschland).

## Geografie
Dambeck liegt in einer flachen Feld- und Wiesenlandschaft im Süden des Landkreises in unmittelbarer Nähe der oberen Löcknitz und grenzt an den brandenburgischen Landkreis Prignitz. Nordöstlich der Gemeinde befinden sich die Ruhner Berge. Die meist landwirtschaftlich genutzten Gemeindeflächen werden durch Vorfluter in Richtung Karve, Brunower Mühlenbach und Löcknitz entwässert. Größere zusammenhängende Waldflächen gibt es im Gemeindegebiet nicht. 19 Kilometer südöstlich liegt als nächstgrößere Stadt das brandenburgische Perleberg. Die nordwestlich liegende Stadt Ludwigslust ist etwa 23 Kilometer entfernt.
Umgeben wird Dambeck von den Nachbargemeinden Möllenbeck im Norden, Brunow im Osten und Süden, Karstädt im Südwesten sowie Balow im Westen.

## Geschichte
Dambeck wurde erstmals im Jahr 1366 urkundlich erwähnt. Funde belegen eine Besiedlung aus der ältesten Eisenzeit. Außerdem wurden in einem Bruch südwestlich von Dambeck Reste eines slawischen Burgwalles gefunden. Im Zentrum des Dorfes befindet sich die romanisch/gotische Feldsteindorfkirche.
Am 1. August 1992 wurde Dambeck aus dem inzwischen brandenburgischen Kreis Perleberg dem Landkreis Ludwigslust zugeordnet.

## Politik

### Gemeindevertretung und Bürgermeister
Der Gemeinderat besteht (inkl. Bürgermeister) aus 7 Mitgliedern. Die Wahl zum Gemeinderat am 26. Mai 2019 hatte folgende Ergebnisse:
| Partei/Bewerber         | Prozent | Sitze |
| ----------------------- | ------- | ----- |
| Einzelbewerber Döbeling | 23,73   | 1     |
| Einzelbewerber Nack     | 19,66   | 1     |
| Einzelbewerber Willer   | 13,56   | 1     |
| Einzelbewerber Schult   | 12,20   | 1     |
| Einzelbewerber Schulz   | 10,51   | 1     |
| Einzelbewerber Schröder | 10,51   | 1     |

Bürgermeister der Gemeinde ist Wolfgang Schmidt (CDU), er wurde mit 59,12 % der Stimmen gewählt.

### Wappen
| Wappen von Dambeck | Blasonierung: „In Gold ein leicht erhöhter blauer Wellenleistenstab, begleitet: oben von einem dreiblättrigen grünen Eichenzweig mit zwei grünen Eicheln, unten von einem roten Krebs.“ |
| Wappen von Dambeck | Wappenbegründung: Der rote Krebs geht geschichtlich auf die Brüder Henning und Johann Roskule zurück, die dieses Tier im Jahre 1356 als Wappen trugen und verwandtschaftliche Beziehungen zu den ebenfalls einen Krebs im Wappen tragenden Dambecker Familien von Paschedag und von Ditten geführt haben sollen. Das Eichenblatt dagegen findet seinen Ursprung im Namen der Gemeinde, der auf das altslawische (dabu = Eiche) zurückführt. Beide Felder mit den gemeinen Figuren werden durch einen Wellenleistenstab getrennt, der den durch den Ort fließenden Bach die Goldbeke symbolisieren soll. Das Wappen und die Flagge wurde vom Schweriner Heraldiker Karl-Heinz Steinbruch gestaltet, am 10. Juni 2016 durch das Ministerium des Innern genehmigt und unter der Nr. 361 der Wappenrolle des Landes Mecklenburg-Vorpommern registriert. |

### Flagge
Die Flagge ist längs gestreift von Rot, Gelb und Grün. Der rote Streifen nimmt sieben Achtzehntel, der gelbe Streifen zwei Achtzehntel und der grüne Streifen die Hälfte der Höhe des Flaggentuchs ein. In der Mitte des Flaggentuchs liegt, acht Neuntel der Höhe des Flaggentuchs einnehmend, das Gemeindewappen. Die Höhe des Flaggentuchs verhält sich zur Länge wie 3:5.

### Dienstsiegel
Das Dienstsiegel zeigt das Gemeindewappen mit der Umschrift „GEMEINDE DAMBECK“.

## Sehenswürdigkeiten

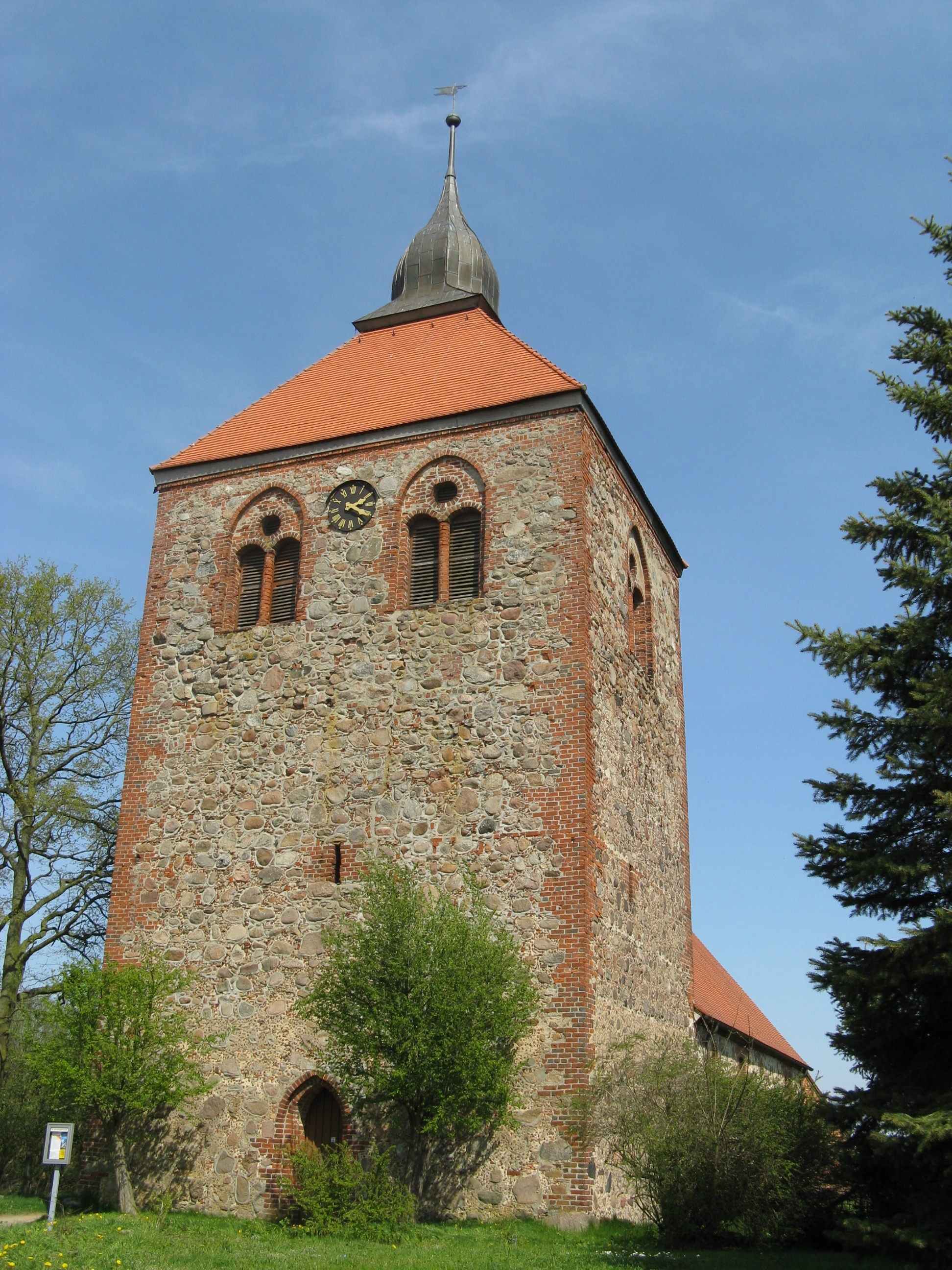
Dorfkirche

Die Baudenkmale der Gemeinde sind in der Liste der Baudenkmale in Dambeck aufgeführt.
- Feldstein-Dorfkirche aus der zweiten Hälfte des 12. Jahrhunderts. Der Turm wurde später errichtet.

## In Dambeck geborene Persönlichkeit
- Leonie Roehricht (1928–2018), Malerin und Grafikerin